# Blera japonica
Blera japonica är en tvåvingeart som först beskrevs av Tokuichi Shiraki 1930.  Blera japonica ingår i släktet stubblomflugor, och familjen blomflugor. Inga underarter finns listade i Catalogue of Life.